# Clínies (germà d'Alcibíades)
Clínies (en llatí Cleinias, en grec antic Κλεινίας) fou germà petit del gran Alcibíades. Pèricles, el tutor del jove, tement que el seu germà no el corrompés, el va enviar amb el seu altre germà Arifró a estudiar fora d'Atenes, però aquest darrer el va tornar al cap de sis mesos dient que era impossible de fer res amb ell. No va tenir cap paper destacat en la política atenenca. Plató en parla al diàleg Protàgores. En un altre diàleg (Alcibíades I) el considera boig.